# Mimi Vandermolen
Mimi Vandermolen (ur. w 1946) – kanadyjska projektantka samochodowa holenderskiego pochodzenia; pierwsza kobieta w historii motoryzacji, która została główną projektantką motoryzacyjną.

## Życiorys
Urodziła się w 1946 w Holandii. W 1951 wyemigrowała z rodziną do Toronto, gdzie się wychowała. W latach 1965–1969 studiowała wzornictwo przemysłowe w Wyższej Szkole Sztuki i Designu w Ontario jako pierwsza kobieta na tym kierunku.
Pierwszą pracę związana z designem podjęła w należącej wówczas do Forda firmie AGD Philco. Potem przeszła do motoryzacji w Fordzie. Jako stażystka pracowała nad nadwoziem oraz wnętrzem Forda Mustanga II. Następnie, wraz z resztą zespołu, pracowała nad projektem nadwozia i wnętrza Forda Granada. W 1974 została zwolniona ze względu na kryzys naftowy, przez co tymczasowo przeniosła się do korporacji Autodynamics. Dwa lata później wróciła do zespołu Forda i rozpoczęła prace nad projektami wnętrz sztandarowych modeli koncernu, takich jak Mercury Grand Marquis czy Ford Crown Victoria.
W 1979 awansowała na specjalistkę ds. projektowania. Mniej więcej w tym samym czasie dołączyła do zespołu zajmującego się projektowaniem Forda Taurusa. Dzięki niej model ten charakteryzował się wyjątkowo funkcjonalnym i praktycznym wnętrzem, przystosowanym do potrzeb kobiecej klienteli, a także bardzo wygodnymi fotelami.
Dzięki ogromnemu sukcesowi rynkowemu Forda Taurusa Mimi Vandermolen awansowała na główną projektantkę nadwozia i wnętrza samochodów kompaktowych Forda w Ameryce Północnej. Jej pierwszy samodzielnie wykonany projekt nadwozia i wnętrza znalazł się w drugiej generacji Forda Probe, tworzonego we współpracy z Mazdą. Spędziła rok w Japonii w ramach pracy nad tym modelem. Podobnie jak w przypadku modelu Taurus, auto charakteryzowało się wyjątkowo funkcjonalnym wnętrzem.
Ważnym dla Mimi było zmodernizowanie wnętrz aut tak, aby były jak najbardziej komfortowe dla kobiet i w rezultacie też dla mężczyzn. Mówiła: Jeśli mogę rozwiązać wszystkie problemy związane z operowaniem pojazdu przez kobietę, to to mocno ułatwi użytkowanie przez mężczyznę.  